# Tramway d'Istanbul
 (février 2014).
 (février 2013).
Si vous disposez d'ouvrages ou d'articles de référence ou si vous connaissez des sites web de qualité traitant du thème abordé ici, merci de compléter l'article en donnant les références utiles à sa vérifiabilité et en les liant à la section « Notes et références ».
Le tramway d'Istanbul est un réseau de tramway desservant la ville d'Istanbul en Turquie. Il est actuellement composé de cinq lignes, quatre (T1, T2, T4 et T5) situées sur la rive européenne, et une (T3) sur la rive asiatique en forme de boucle.
Le réseau de tramway est composé de deux catégories de lignes bien distinctes. La première catégorie concerne les lignes T1, T4 et T5 qui sont de véritables lignes de tramway moderne à grande capacité. La deuxième catégorie concerne les lignes T2 et T3 qui sont des reconstitutions de lignes historiques employant des matériels roulants de l'époque.
Istanbul a disposé auparavant pendant près d'un siècle d'un grand réseau de tramway présent sur les deux continents. Cela a d'abord commencé avec des tramways hippomobiles, puis des tramways électriques. Le service des tramways a été totalement interrompu en 1966 et réactivé en 1990.

## Historique
(mai 2013).

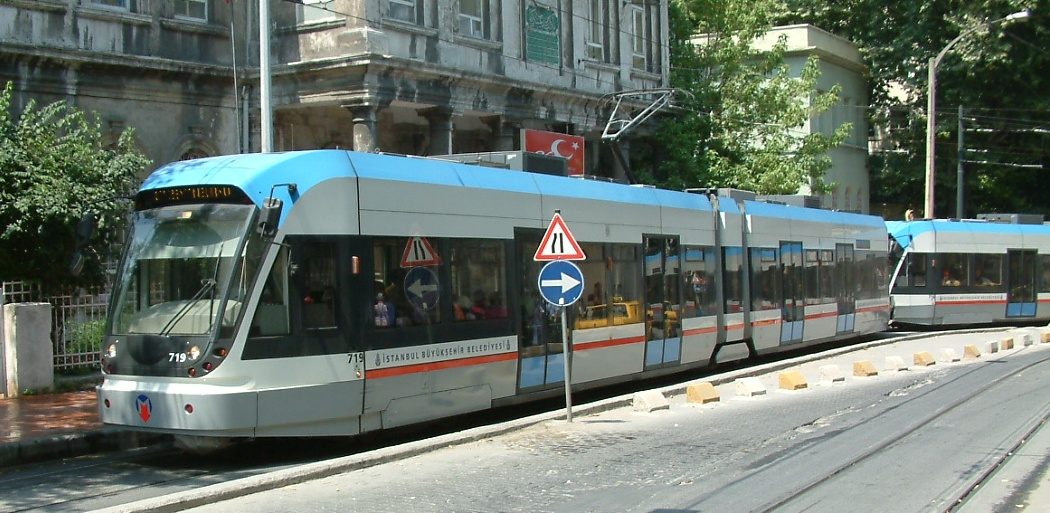
Tram moderne à Istanbul

Un tramway à cheval a été mis en service en 1872 . Ce système a fonctionné à Constantinople jusqu'en 1912. 

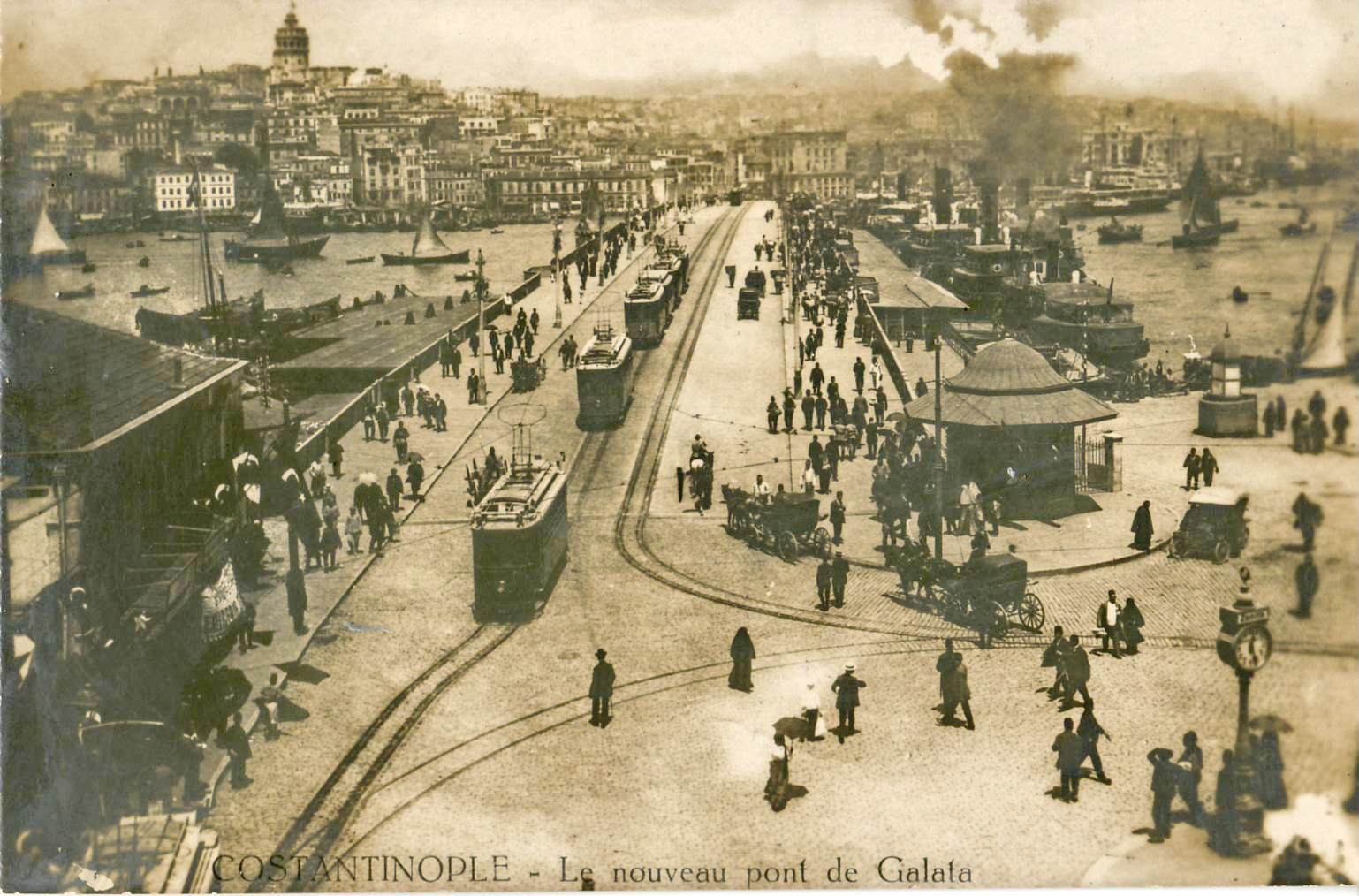
Tramways sur le Pont de Galata, vers 1920

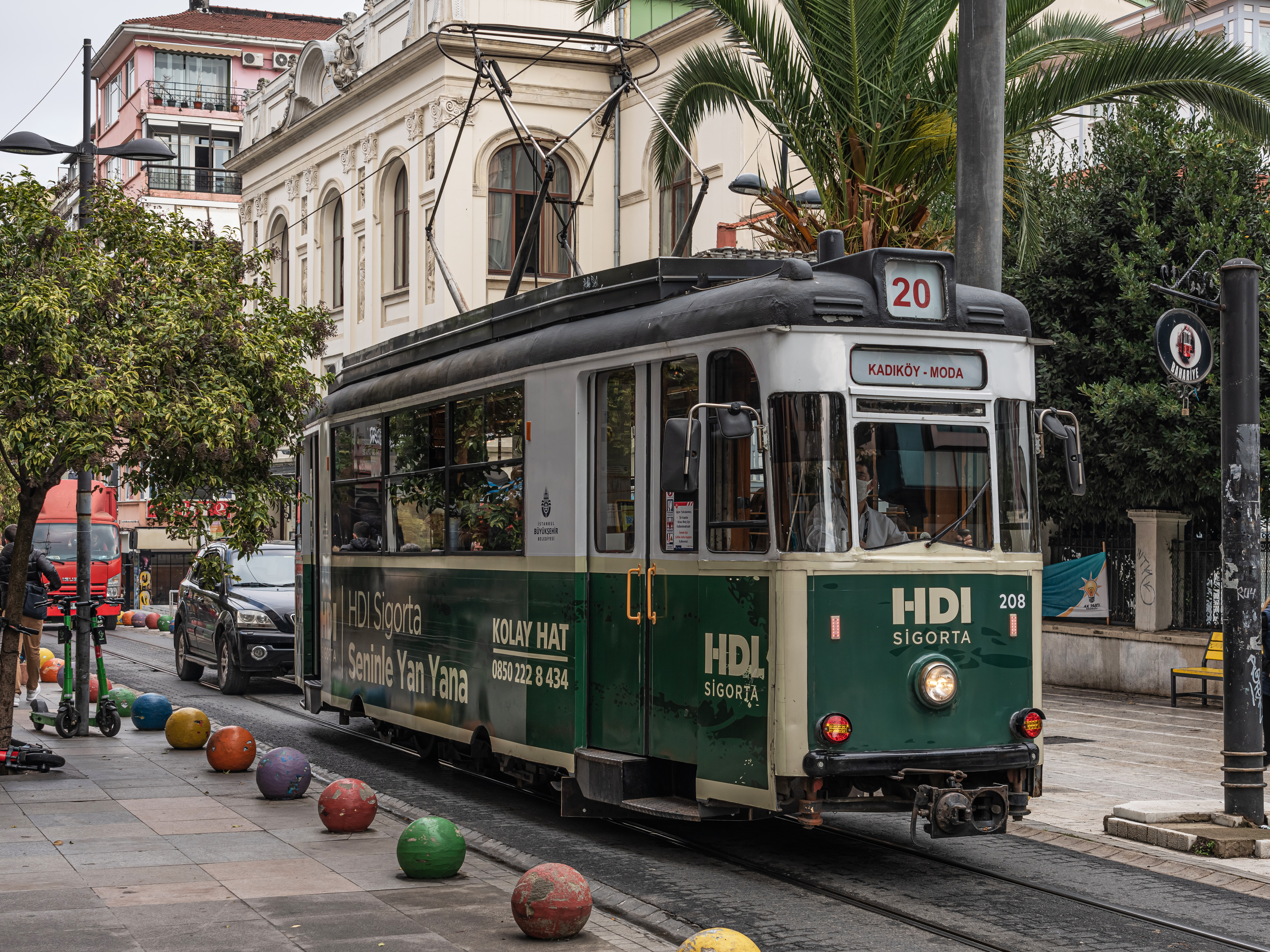
Tram historique côté asiatique

Après cette date, les tramways électriques ont été mis en place et ils ont été le principal moyen de transport urbain jusqu'en 1966. De nombreuses lignes ont été construites et le réseau a atteint un sommet en 1956 avec 108 millions de passagers en 270 navettes pour 56 lignes.
Dans les années 1950, la circulation automobile a augmenté rapidement. Les rues étroites, idéales pour le tramway, sont maintenant saturées .
Les motrices électriques de 1911 sont toujours en service dans les années 1960.
En raison de l'agrandissement de la ville avec l'augmentation de la migration, la reconstruction d'Istanbul est devenue urgente, et pour ce programme, de nombreuses rues ont été élargies.
L'autorité de transports a décidé de remplacer les tramways par des trolleybus. Le service de trolleybus a été assuré pendant 23 ans. Le réseau de tramway a été fermé au milieu des années 1960.
À titre expérimental, Istanbul a rouvert une première ligne de tramway du côté européen en 1990. Une autre ligne de tramway a été ouverte en 2003, du côté asiatique.
- 1860 - Projet de tramway hippomobile à Constantinople[2].
- 1863 - La première proposition pour la création du tramway de Constantinople dans les principales artères de la banlieue, venait d'une personne nommée Huchiadson.
- 1864 - La deuxième proposition, en 1864 à Constantinople et la ligne Galata Besiktas pour une de ligne de tramway. Trois itinéraires ont été projetés 
  1. Eminönü - Divanyolu - Beyazid - Aksaray - Yedikule ou Topkapi,
  2. Eminönü - Ayvansaray - Eyüp
  3. Galata - Karaköy - Tophane - Besiktas - Ortaköy - Arnavutköy
- 1871 - L'exploitation du premier tramway à cheval commence avec 4 lignes.
- 1872 - L'augmentation de la demande de voyageurs au début des années 1890, nécessite l'utilisation de tramway à deux étages (impériale).
- 1912 - L'emploi des tramways à cheval est arrêté.
- 1914 - Le tramway électrique commence à rouler à partir du 25 janvier au côté européen. L'itinéraire relie  Karaköy d'Eminönü. Ce fut aussi la première fois qu'un tramway passait sur le pont de Galata, sachant que la circulation de tramways à chevaux était interdite.
- 1923 - Le réseau de tramway est étendu à 12 lignes.
- 1928 - Le tramway électrique commence à rouler à partir du 8 juin sur la partie asiatique.
- 1939 - Le tramway, le Tünel, les bus et les établissements de production d'électricité, qui étaient exploités par différentes sociétés étrangères, sont nationalisés, et la nouvelle société IETT Istanbul Elektrik, Tramway ve Tünel Isletmeleri englobe les réseaux à la fois européens et asiatiques.
- 1950 - Le réseau de tramway sont étendues à 37 lignes, traversant la Corne d'Or sur le célèbre Pont de Galata, qui était le point central. Ce fut l'année apogée du tramway d'Istanbul.
- 1956 - Commencement du déclin. La ligne Tunel - Macka (ligne 14) dans la partie européenne et de Topkapı - Capa dans les remparts de la ville ferme. La liaison Topkapı - Anchor - Aksaray est également fermée pour le réaménagement de la place Aksaray.
- 1961 - Le dernier tramway roule côté européen, le 12 janvier. La ligne Topkapi Eminönü est remplacée par le trolleybus le 27 mai. Six tramways sont transférés au réseau côté asiatique.
- 1966 - Le dernier tram roule côté asiatique le 3 octobre à partir de Kadıköy à Kızıltoprak. Les trams restants sont transférés au musée des transports.
- 1984 - Le service de trolleybus est arrêté le 16 juillet.
- 1990 - L'Avenue Istiklal ferme à la circulation. Le tramway revient comme patrimoine entre Taksim et Tunel. Les véhicules roulants sont les mêmes qu'en 1966, ils ont ajouté au nom de la ligne, celui de  "tram nostalgique".
- 1992 - Avec la création d'une ligne totalement nouvelle nommée T1, le tramway devient un système moderne. Il roule sur le même tracé que là où il roulait en 1956.
- 2003 - Le tramway retourne dans la partie asiatique, à la suite de l'ouverture de la ligne T3 comme un tramway circulaire. Le matériel roulant a été importé de Gotha.
- 2005 - Le 30 janvier, le tram retourne près de 40 ans après sur le pont de Galata.

## Ancien réseau
Les lignes principales étaient les suivantes :
- 1 - Kadiköy - Kısıklı
- 4 - Kadiköy - Bostanci
- 6 - Kadiköy - Fenerbahçe
- 8 - Kadiköy - Hasanpasa
- 10 - Şişli - Tünel
- 11 - Şişli - Beyazıt
- 12 - Harbiye - Fatih
- 14 - Maçka - Tünel
- 15 - Maçka - Sirkeci
- 16 - Maçka - Beyazit
- 17 - Şişli - Sirkeci
- 19 - Kurtuluş-Aksaray
- 20 - Kadýköy - Moda (Cette ligne reprend l'itinéraire de la ligne historique de la partie asiatique)
- 22 - Bebek - Eminönü
- 23 - Ortaköy - Aksaray
- 32 - Topkapı - Bahçekapı
- 33 - Yedikule - Bahçekapı
- 34 - Beşiktaş - Fatih
- 37 - Edirnekapı - Bahçekapı

Des liaisons courtes, composées de sections de lignes complétaient le réseau.
Les chiffres des lignes ont également été indiqués par des combinaisons de couleurs, pour des personnes analphabètes.

### Dépôts et terminus
Les dépôts et terminus sont Kadiköy, Kisikli, Bostanci, Fenerbahçe, Hasanpasa, Sisli, Tunel, Beyazit, Harbie, Fatih, Macka, Sirkeci, Kurtuluş, Aksaray, Moda, Bebek, Eminönü, Ortaköy, Besiktas, Topkapi, Bahçekapi, Yedikule et Edirnekapı.

## Réseau actuel

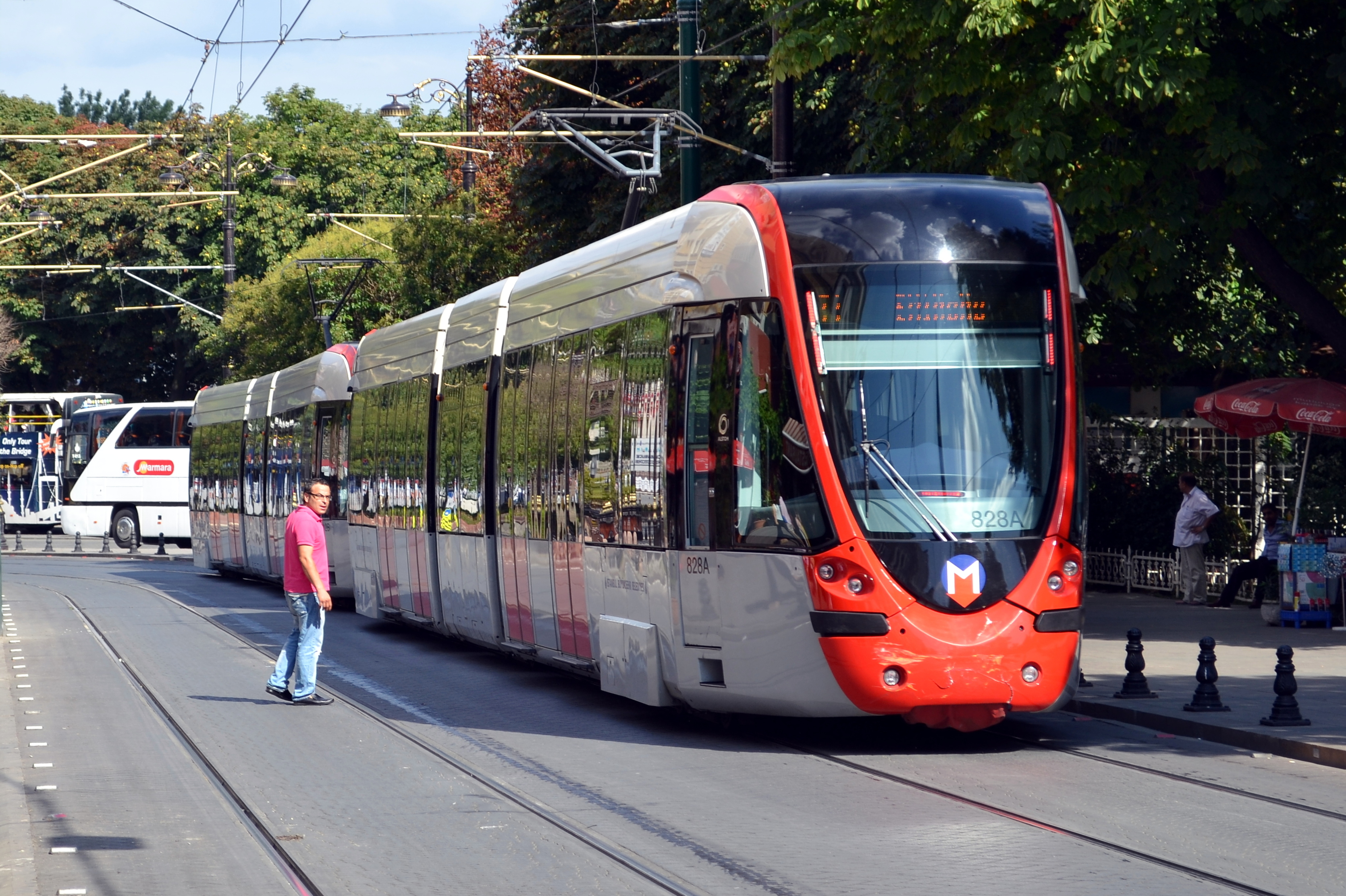
Alstom Citadis sur la ligne T1

| Ligne | Parcours                        | Longueur (en kilomètres) | Ouverture         | Stations | Type       | Localisation |
| ----- | ------------------------------- | ------------------------ | ----------------- | -------- | ---------- | ------------ |
|       | Bağcılar ↔ Kabataş              | 19,3                     | 13 juin 1992      | 31       | Moderne    | Europe       |
|       | Tünel ↔ Place Taksim            | 1,6                      | 29 décembre 1990  | 5        | Historique | Europe       |
|       | Ligne circulaire (Kadıköy)      | 2,6                      | 1er novembre 2003 | 11       | Historique | Asie         |
|       | Topkapı ↔ Mescid-i Selam        | 15,3                     | 12 septembre 2007 | 22       | Moderne    | Europe       |
|       | Eminönü ↔ Alibeyköy Cep Otogarı | 10,1                     | 1er janvier 2021  | 14       | Moderne    | Europe       |

### Ligne T1: Kabataş - Bağcılar
Ouverte en 1992, cette ligne de tramway moderne relie Bağcılar à l'ouest à Kabataş sur la rive européenne du Bosphore ; à l'origine elle démarrait du quartier populaire de Zeytinburnu où elle est en correspondance avec le métro.
En 2011, elle a fusionné avec la ligne T2 (construite en 2006 de Zeytinburnu à Bagcilar) et compte actuellement 18,2 km.
Elle dessert les principaux monuments et centres d'intérêt historique de la ville puis la gare de Sirkeci et le quartier d'Eminönü. Elle traverse ensuite le pont de Galata et remonte vers le nord, sur une avenue parallèle au Bosphore jusqu'à Kabataş. De ce point, un funiculaire permet de rejoindre le quartier de Taksim en correspondance avec le métro.
Deux types de rames à plancher bas sont utilisés : Les rames Flexity Swift sont fournies par le constructeur canadien Bombardier et les rames Citadis sont fournies par Alstom.
Deux stations supplémentaires au-delà de Kabataş sont prévues pour desservir directement le palais de Dolmabahçe et le quartier de Beşiktaş et son débarcadère. Cependant, en raison de la saturation du trafic sur les avenues Dolmabahçe Caddesi, Beşiktaş Caddesi et Çırağan Caddesi le long du parcours prévu, cette extension est pour l'heure abandonnée, remplacée par un projet de métro entre Mecidiyeköy et Kabataş, passant par Beşiktaş (ligne M7 du metro d'Istanbul).
Principaux sites desservis :
- Zeytinburnu : correspondance avec le métro M1
- Aksaray : correspondance avec les métros M1 et M2
- Grand bazar d'Istanbul
- Esplanade de Sultanahmet, Sainte-Sophie et la mosquée bleue
- Gare de Sirkeci (correspondance avec les lignes de ferry et le Marmaray, tunnel sous-marin reliant la rive européenne a la rive asiatique.) et le quartier d'Eminönü (correspondances avec les lignes de ferry) avant de traverser le pont de Galata.
- Quartiers de Karaköy (correspondance avec les lignes de ferry), Tophane et la mosquée Nusretiye et son terminus Kabataş, non loin du palais de Dolmabahçe : correspondance avec le funiculaire Kabataş-Taksim et les lignes de ferry.

Diagramme de la ligne T1 avec correspondances

#### Date de mise en service
- 13 juin 1992 : Aksaray - Beyazıt
- 10 juillet 1992 : Beyazıt - Sirkeci
- 29 décembre 1992 : Aksaray - Topkapı
- 10 mars 1994 : Topkapi - Zeytinburnu
- 20 avril 1996 : Sirkeci - Eminönü
- 30 janvier 2005 : Eminönü - Fındıklı
- 29 juin 2006 : Fındıklı - Kabataş
- 14 septembre 2006 : Zeytinburnu - Bağcılar

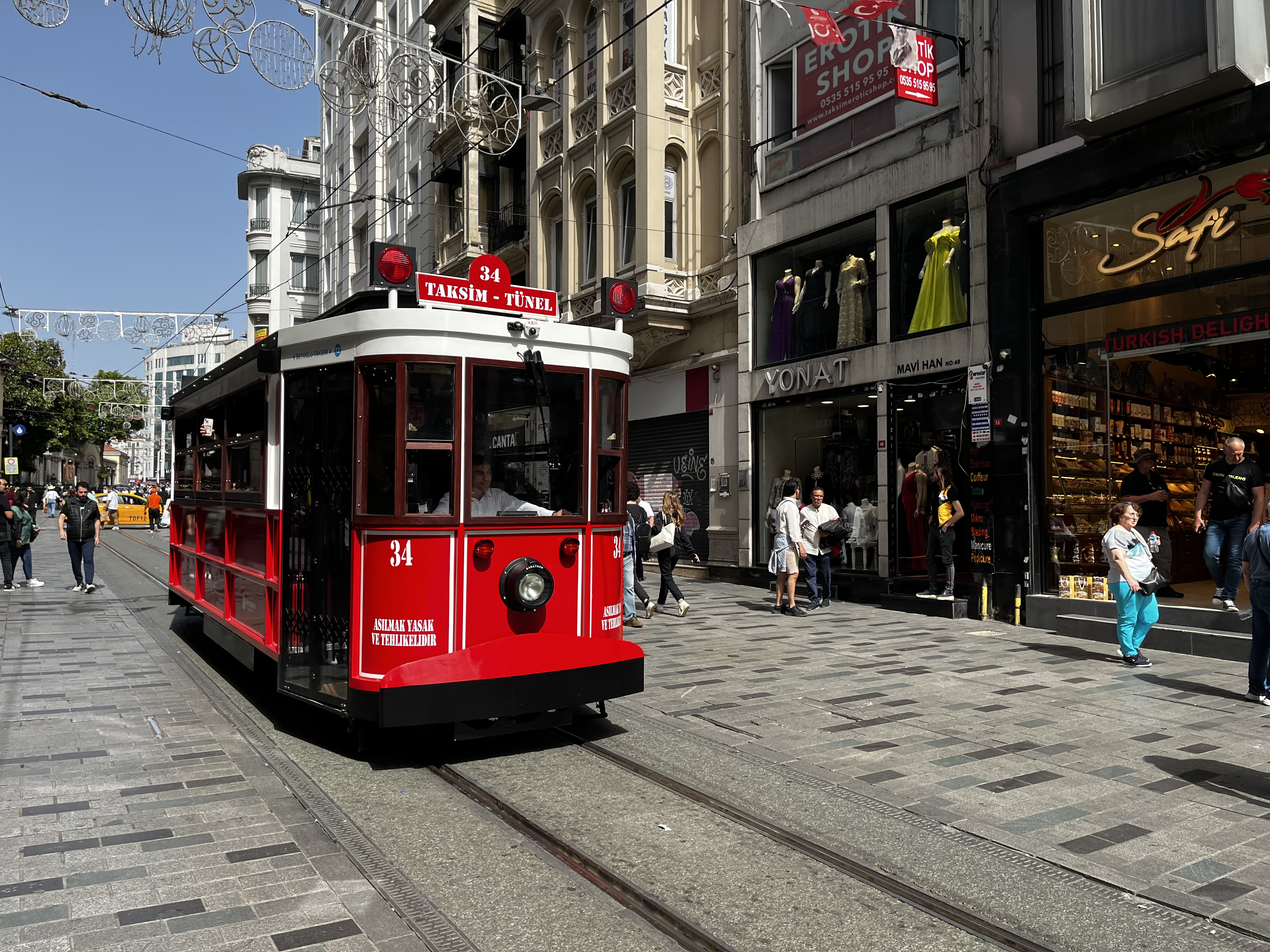
Voiture historique à accumulateur sur la ligne T2

### Ligne T2: Tünel - Place Taksim
La ligne T2 est une courte ligne (1,64 km) qui relie la station haute du funiculaire (Tünel) à la place Taksim. Le matériel roulant utilisé provient de l'ancien réseau, après avoir été conservé plusieurs années au musée. C'est une ligne à voie unique, ouverte en 1990.
Son parcours utilise une partie de l'ancien tronc commun du premier réseau, desservi par les lignes 10, 11, 12, 15, 16 et 17.

Diagramme de la ligne T2 avec correspondances

#### Date de mise en service
- 29 décembre 1990 : Tünel - place Taksim (1,64 km)

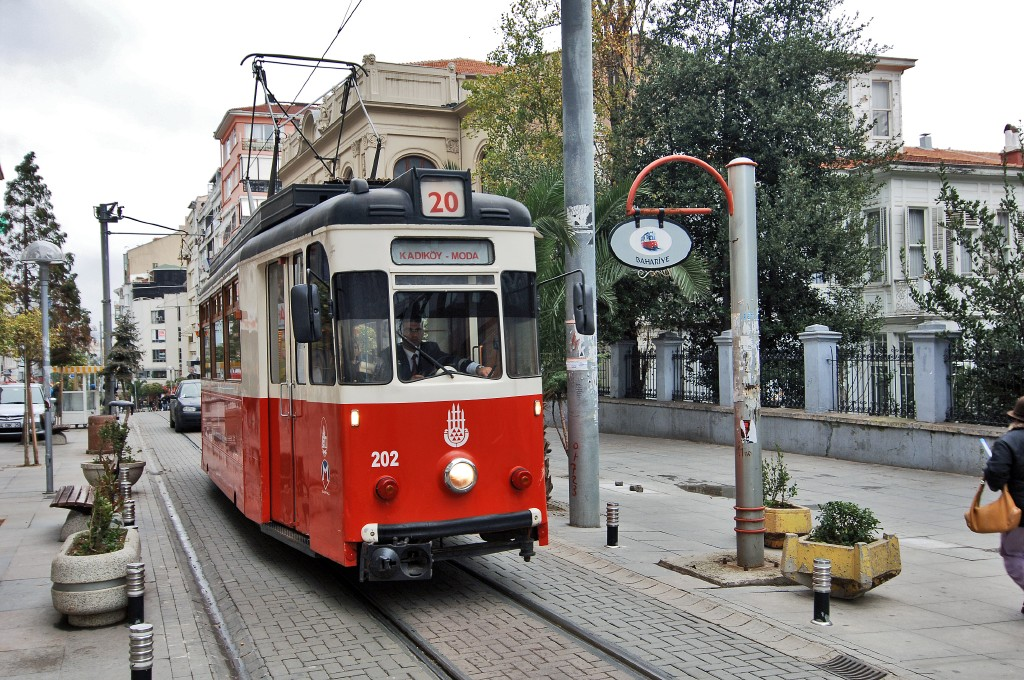
Voiture historique sur la ligne T3

### Ligne T3: Kadıköy
La ligne T3 est une ligne à voie métrique unique circulaire (sens des aiguilles d'une montre) de 2,6 km, située sur la rive asiatique à Kadıköy. Mise en service en 2003, elle est assurée avec un matériel roulant ancien provenant des réseaux allemands de Iéna, Görlitz et Schöneiche bei Berlin.
Son itinéraire utilise une partie de l'ancienne ligne 20 du premier réseau.

Diagramme de la linge T3 avec correspondances

#### Date de mise en service
- 1er novembre 2003 : Kadıköy - Kadıköy (2,6 km)

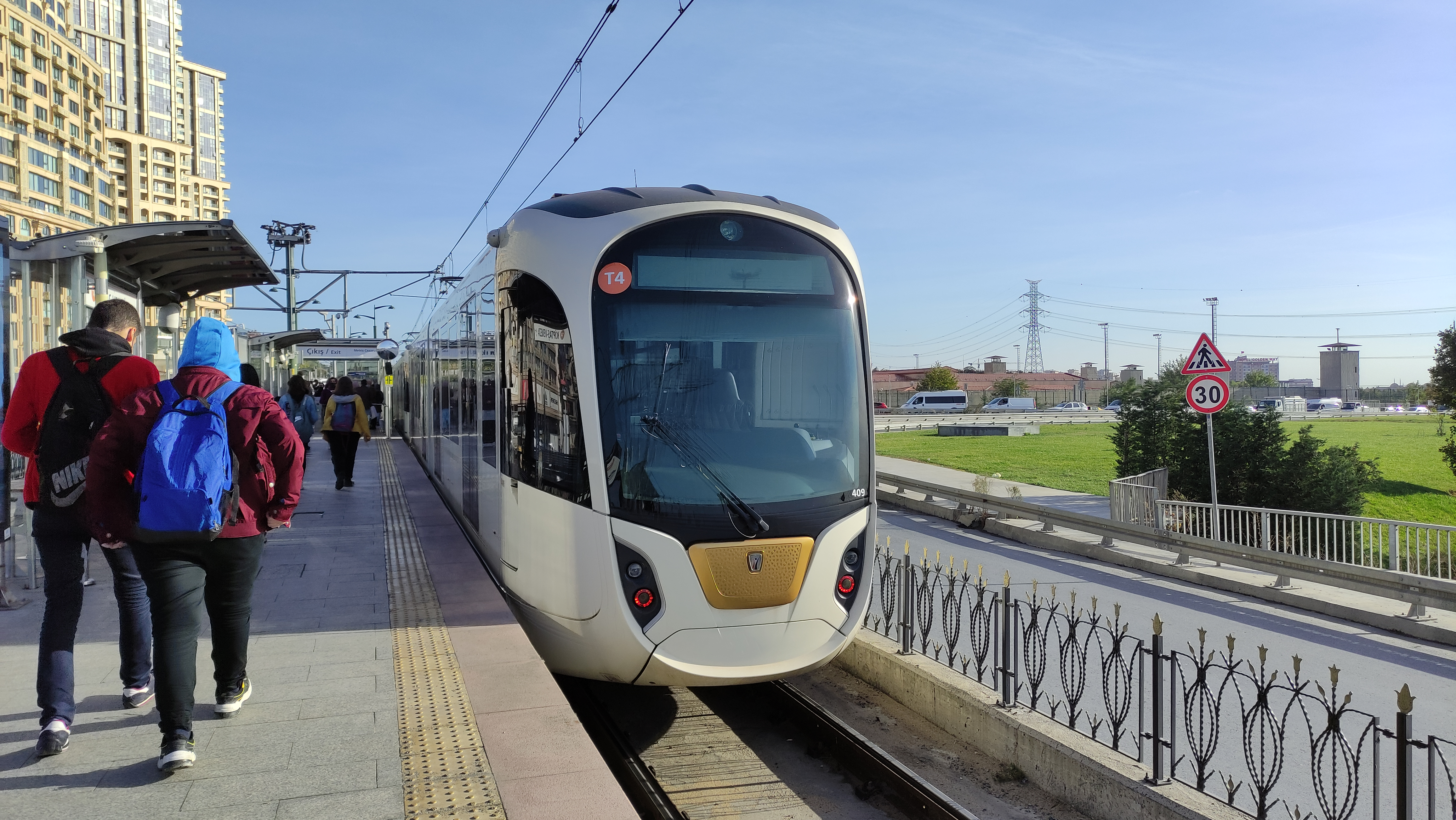
Tramway RTE sur la ligne T4

### Ligne T4: Topkapı - Mescid-i Selam
La ligne T4 (14,7 km de longueur) peut-être assimilée à un métro léger : elle utilise le même matériel roulant que le métro M1, mais circule pour une grande partie à l'air libre, au niveau de la voirie.
Ouverte en 2007, elle relie les quartiers nord au centre-ville.

Diagramme de la ligne T4 avec correspondances

- Voir Métro léger d'Istanbul.

#### Date de mise en service
- 10 septembre 2007 : Sehitlik - Mescid-i Selam (12,4 km)
- 18 mars 2009 : Sehitlik - Topkapi (2,3 km)

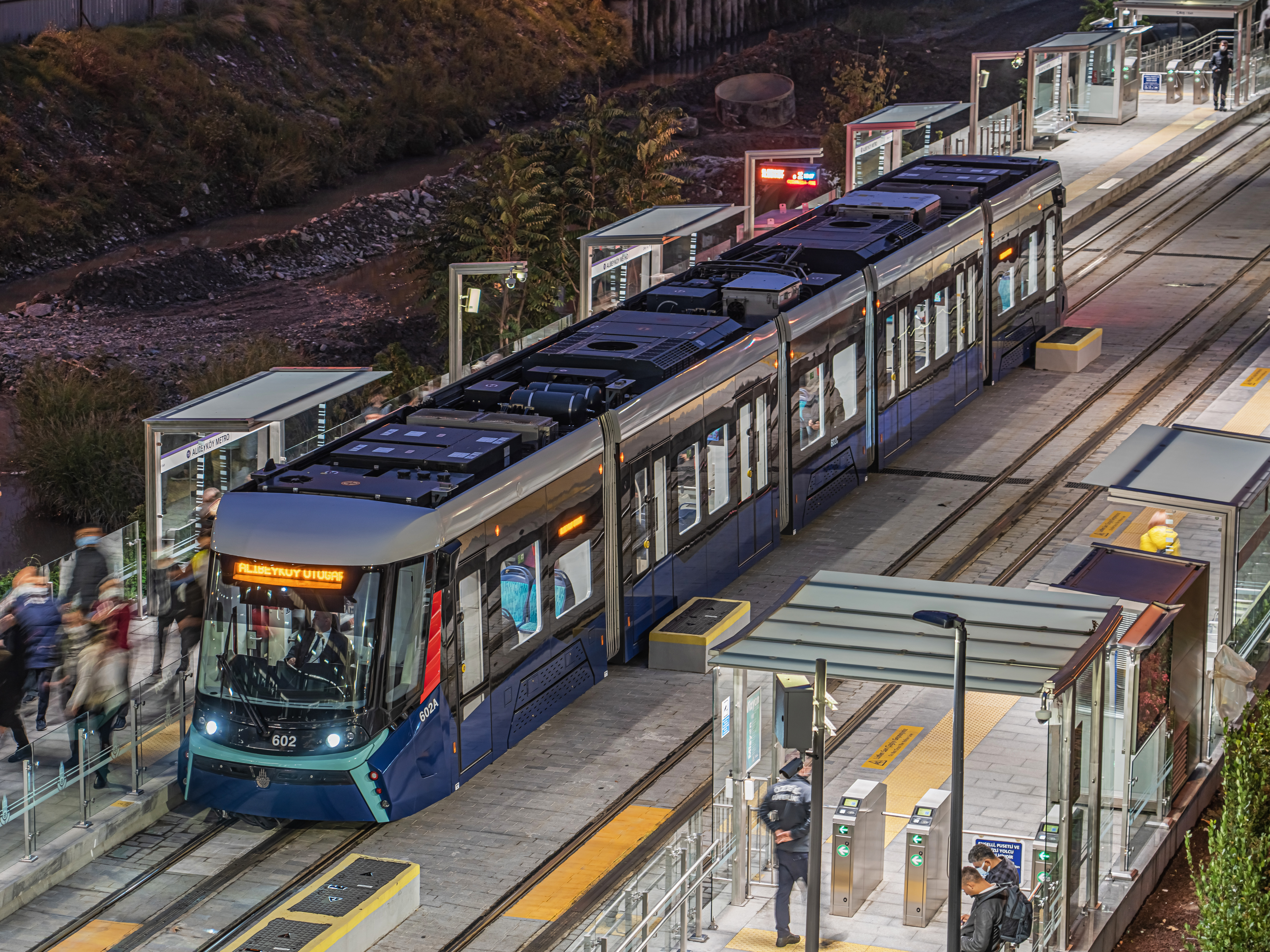
Tramway sur la ligne T5

### Ligne T5: Eminönü - Alibeyköy Cep Otogarı
La ligne T5 (10,1 km de longueur) est une ligne de tramway moderne qui relie Cibali à la gare routière d'Alibeyköy sur la rive européenne du Bosphore. Elle fut ouverte le 1er janvier 2021 et compte 14 stations. Il s'agit de la première ligne du réseau à utiliser le système d'alimentation par le sol.
Elle a été prolongée par la suite jusqu'à la station Eminönü pour offrir une correspondance avec la ligne T1.

Diagramme de la ligne T5 avec correspondances

#### Date de mise en service
- 1er janvier 2021 : Cibali - Alibeyköy Cep Otogarı (10,1 km)
- 30 août 2023 : Cibali - Eminönü (0,9 km)

### Matériel roulant
Les voitures électriques de 1911 sont toujours en activité dans les années 1960.
Les parcs de matériel roulant étaient cependant différents sur les rives asiatique et européenne. Après la fermeture du réseau européen, les trams de cette rive ont été transférés du côté asiatique, où ils ont servi conjointement avec les tramways asiatiques jusqu'à la fermeture définitive en 1966. 
Ces voitures, depuis parquées au musée ont été ressorties pour les lignes de tramway T2 et T3 utilisant désormais de courtes portions de l'ancien parcours.
Pour le tramway moderne, en 2001, 55 rames Flexity Swift de Bombardier sont commandés et mises en service en 2004
En 2011, le réseau a réceptionné 37 rames Alstom Citadis.

### Dépôts et terminus
Les dépôts et terminus sont 
Tünel, Kadiköy et Moda sont les trois lieux où les deux systèmes ancien et moderne sont présents. Il n'y a pas eu d'évolution des précédents terminus, et les terminus ont été construits après la rénovation complète de Tunel, Moda et de la zone de Kadiköy.